# La famiglia Schuffenecker
La famiglia Schuffenecker è un dipinto eseguito con la tecnica dell'olio su tela e realizzato da Paul Gauguin nel 1889, noto anche come L'atelier di Schuffenecker. Si trova al Musée d'Orsay.
L'opera ritrae Émile Schuffenecker, la moglie Louise (anche sua cugina), e i due figlioletti, Jeanne e Paul, quest'ultimo appisolato. Émile Schuffenecker, pittore anche lui, frequentò Gauguin per alcuni anni.